# 에데스투스
에데스투스(Edestus)는 고생대 석탄기 후기에 살았던 연골어류이다. 속명의 뜻은 '삼키다, 포식하다'를 뜻하는 그리스어 'edeste'에서 따온 '삼키는 것' 또는 '포식하는 것'을 의미한다. 에데스투스의 화석은 1856년 조셉 레이디(Joseph Leidy)에 의해 처음 발견되었다.

## 특징

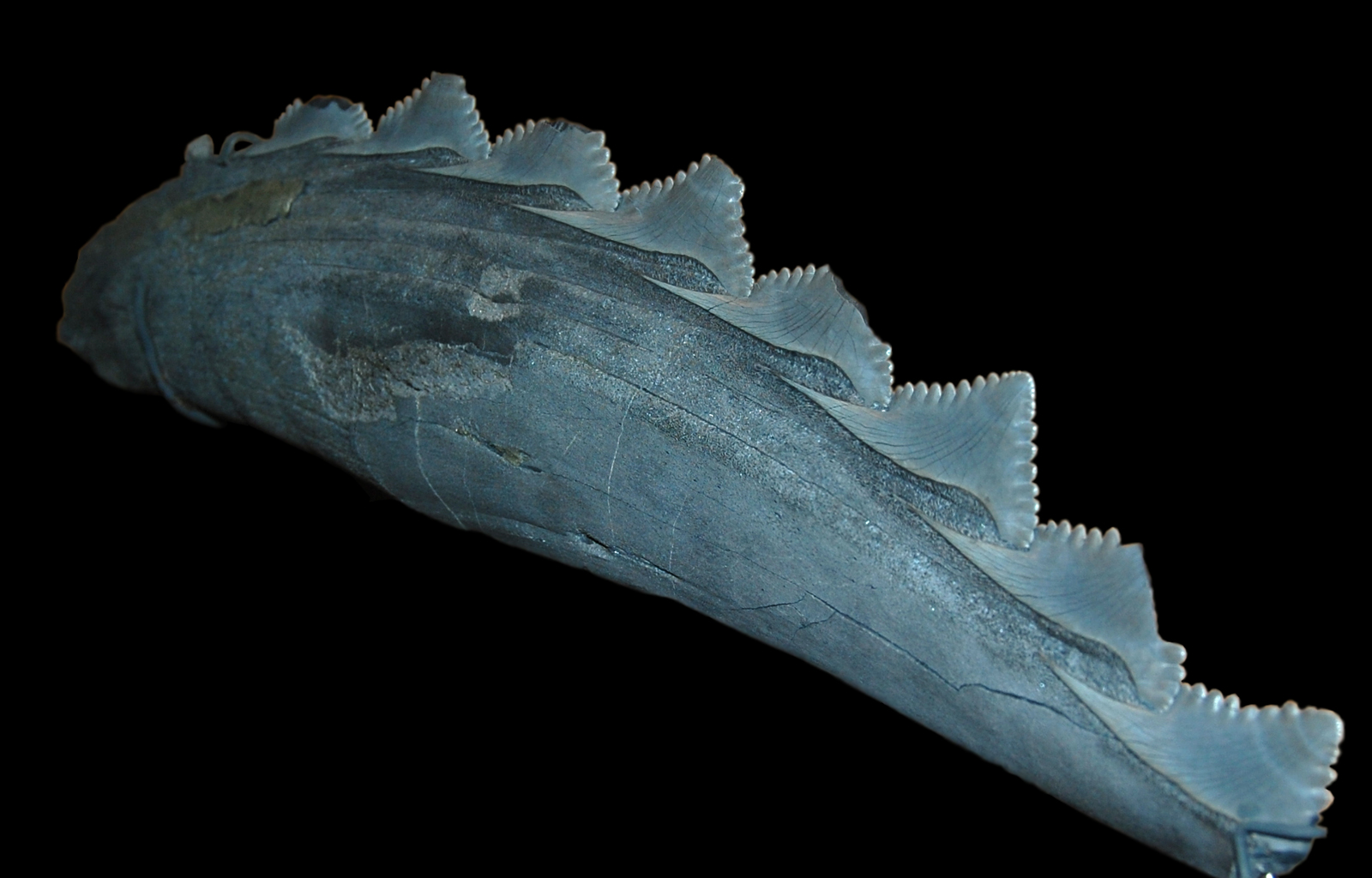
에데스투스의 턱뼈

에데스투스의 두개골 길이는 약 25 센티미터 (9.8 in)이고, 연관된 상부 및 하부 가마의 길이는 각각 10.4 센티미터 (4.1 in), 8 센티미터 (3.1 in)이다. 톱니 모양의 이빨들은 기와처럼 겹겹이 쌓여 구성되어 있었는데, 한 부분에 최대 12개까지의 이빨이 자랄 수 있었고, 치아는 뒤쪽을 향해 자라기 시작해 점점 앞으로 휘어지며 돌출되었다. 주로 위쪽보다는 아래쪽에 있는 이빨들이 더 휘어져 있었다.
또한, 삼각형 모양의 지느러미가 있었고, 5개의 아가미 틈이 있었다, 일부 학자들은 6번째 아가미 틈도 존재했을 것이라고 추청하지만, 이 주장은 현재 아무런 신빙성이 없어 지금까지는 아가미 틈이 5개라고 받아들여진다.

## 이빨에 대한 가설들

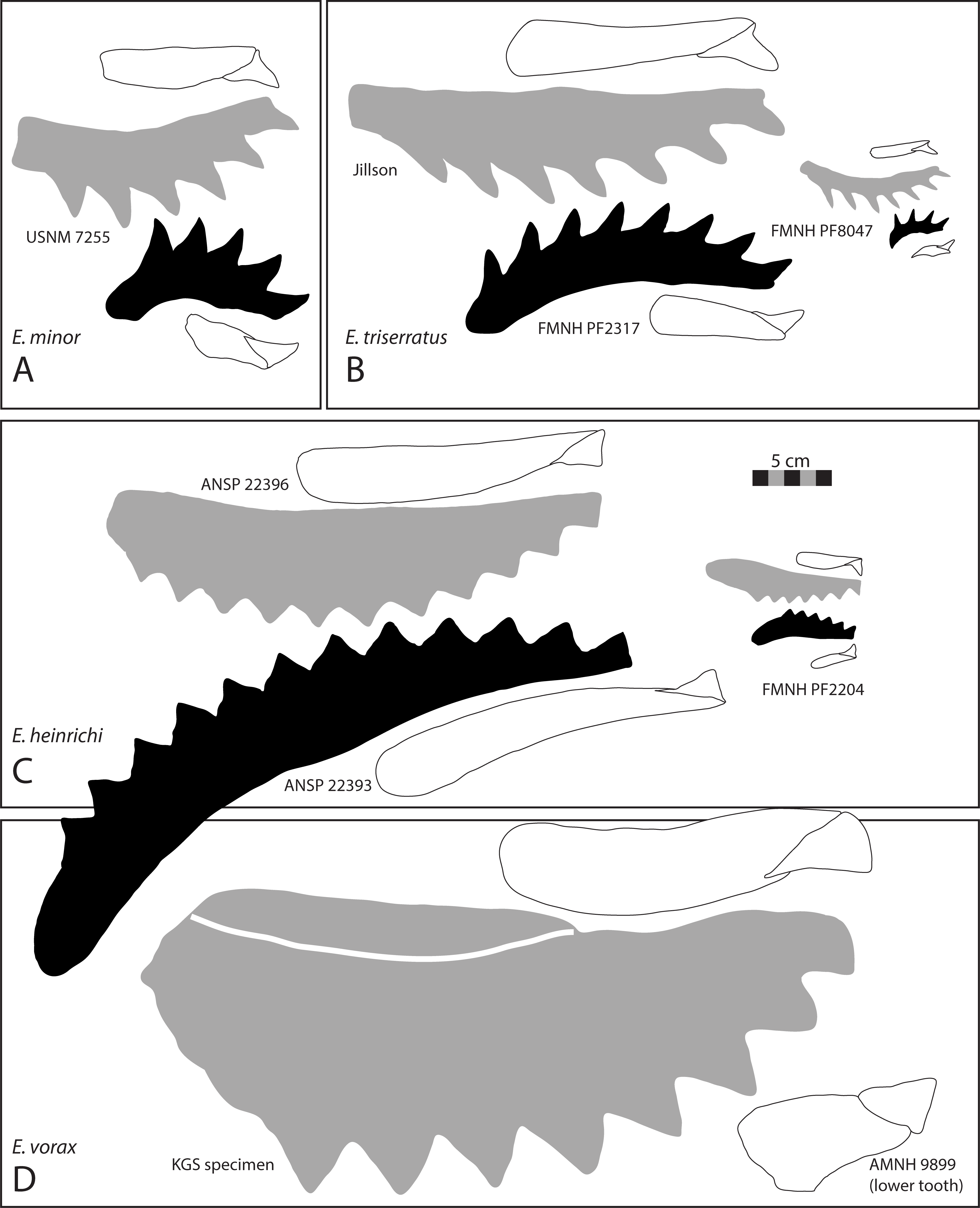

에데스투스의 특이한 이빨 모양 덕분에 화석 발견 당시 학자들 사이에서는 많은 가설이 제안되었다. 초기에는 지느러미에 위치한 방어용 가시였을 것이라고 추측하거나, 단단한 먹이를 효과적으로 베어 먹기 위한 도구라고 추측했다.그러던 중, 타파니라(Tapanila)와 동료들은 2018년 이 이빨이 연약한 먹이를 잡아 절단해서 먹는 데에 효과적인 도구로 기능한다고 설명했다. 그들의 설명에 따르면 에데스투스의 턱은 아래턱의 자유로운 앞뒤 움직임을 허용하는 2개의 시스템으로 작동되며, 이를 통해 아래턱을 위쪽 및 앞으로 움직여 턱을 닫으면 잡은 먹이가 각 치아가 길이의 약 3배로 절단되어 먹이를 효과적으로 잡아먹을 수 있을 것이라고 주장했다.